# (2662) Kandinsky
(2662) Kandinsky est un astéroïde de la ceinture principale.

## Description
(2662) Kandinsky est un astéroïde de la ceinture principale. Il fut découvert le 24 septembre 1960 à l'Observatoire Palomar par Cornelis Johannes van Houten, Ingrid van Houten-Groeneveld et Tom Gehrels. Il présente une orbite caractérisée par un demi-grand axe de 2,44 UA, une excentricité de 0,16 et une inclinaison de 2,9° par rapport à l'écliptique.

## Étymologie
Cet astéroïde est nommé en l'honneur de Vassily Kandinsky.

## Compléments